# Зар и ти, Сотире?
„Зар и ти, Сотире?” је југословенски и македонски ТВ филм из 1975. године. Режирао га је Димитар Христов а сценарио је написао Миле Поповски.

## Улоге
| Глумац           | Улога |
| ---------------- | ----- |
| Мери Бошкова     |       |
| Вукан Диневски   |       |
| Милица Стојанова |       |